# Checupa equifortis
Checupa equifortis är en fjärilsart som beskrevs av Louis Beethoven Prout 1924. Checupa equifortis ingår i släktet Checupa och familjen nattflyn. Inga underarter finns listade i Catalogue of Life.